# Penthaz
Penthaz est une commune suisse du canton de Vaud, située dans le district du Gros-de-Vaud. Citée dès 1011, la commune fait partie du district de Cossonay entre 1798 et 2007. Elle est peuplée de 1898 habitants en 2023. Son territoire, d'une surface de 383 hectares, se situe dans la région du Gros-de-Vaud, au bord de la Venoge.

## Histoire
La commune de Penthaz fait figurer sur ses armoiries une borne milliaire, en souvenir de la pierre marquant la route romaine menant de Vidy à Orbe, retrouvée lors de fouilles menées dans le village et dont les restes se trouvent de nos jours sous le porche de l'église Saint-Maurice.
Au Moyen Âge, le village est érigé en seigneurie et appartient à la famille de Cossonay ainsi qu'au prieuré de Romainmôtier. Propriété de la famille de Charrière de 1589 à 1798, Penthaz fait partie du bailliage de Morges après l'invasion bernoise de 1536, puis du district de Cossonay après la révolution vaudoise en 1798.

## Géographie
Jusqu'à sa dissolution, la commune faisait partie du district de Cossonay. Depuis le 1er septembre 2008, elle fait partie du nouveau district du Gros-de-Vaud. Elle a des frontières communes avec Penthalaz, Daillens, Bournens, Sullens, Vufflens-la-Ville et Gollion.
Le territoire communal, situé sur le plateau suisse, dans la région du Gros-de-Vaud, s'étend des plaines inondables de la Venoge à l'ouest en pente via le village de Penthaz jusqu'au haut plateau qui atteint au Montilier une altitude maximale de 526 mètres. L'autoroute A1 marque la frontière orientale de la commune.

## Population

### Surnom
Les habitants de la commune sont surnommées les Tartreux (le village était réputé pour ses tartes).

### Démographie
Penthaz compte 1898 habitants en 2023. Sa densité de population atteint 496 hab./km2.
En 2000, la population de Penthaz est composée de 634 hommes (49 %) et 659 femmes (51 %). Il y a 1 061 personnes suisses (82,1 %) et 232 personnes étrangères (17,9 %). La langue la plus parlée est le français, avec 1 158 personnes (89,6 %). La deuxième langue est l'allemand (47 ou 3,6 %). Il y a aussi 32 personnes parlant l'italien (2,5 %) et 26 personnes parlant le portugais (2 %). Sur le plan religieux, la communauté protestante est la plus importante avec 639 personnes (49,4 %), suivie des catholiques (406 ou 31,4 %). 165 personnes (12,8 %) n'ont aucune appartenance religieuse.
La population de Penthaz est de 288 personnes en 1850. Elle reste stable jusqu'en 1960. Le nombre d'habitants augmente ensuite fortement, puisqu'il est presque multipliée par six en cinquante ans pour atteindre 1 590 en 2010. Le graphique suivant résume l'évolution de la population de Penthaz entre 1850 et 2010 :

## Politique
Lors des élections fédérales suisses de 2011, la commune a voté à 27,11 % pour le Parti socialiste suisse. Les deux partis suivants furent l'Union démocratique du centre avec 21,28 % des suffrages et le Parti libéral avec 15,78 %.
Lors des élections cantonales au Grand Conseil de mars 2011, les habitants de la commune ont voté pour le Parti libéral-radical à 24,63 %, le Parti socialiste à 24,30 %, l'Union démocratique du centre à 23,70 %, les Verts à 17 % et l'Alliance du centre à 10,37 %.
Sur le plan communal, Penthaz  est dirigé par une municipalité formée de 5 membres et dirigée par un syndic pour l'exécutif et un Conseil communal, composé de 45 élus, dirigé par un président et secondé par un secrétaire, pour le législatif.

## Économie
Jusqu'à la seconde moitié du XXe siècle, l'économie locale était dominée par l'agriculture et l'arboriculture fruitière qui n'ont, de nos jours, plus qu'un rôle mineur dans l'emploi local. Une gravière située au sud de la commune et surtout deux zones industrielles créées dans les années 1960 ont considérablement modifié le tissu économique. Enfin, ces dernières décennies ont vu la construction de plusieurs zones résidentielles occupées par des personnes travaillant dans les villes voisines de Cossonay et de Penthalaz, ainsi que de la région lausannoise. La commune compte enfin sur son sol un supermarché, ainsi qu'un café-restaurant.

## Monuments
Le village de Penthaz accueille depuis 1992 le centre d'archivage de la cinémathèque suisse, inscrite comme bien culturel d'importance nationale ; depuis 2011, des nouveaux locaux sont en construction afin de réunir l'ensemble des films et des collections iconographiques sur le site de Penthaz qui doit être terminé en 2015.
En outre, le château datant de la fin du XVIIIe siècle (classé monument historique en 1965) ainsi que le temple et sa cure sont inscrits comme biens culturels d'importance régionale dans la liste cantonale dressée en 2009.
Temple réformé. Ancienne église Saint-Maurice, attestée en 1228. Agrandissement de l'arc triomphal en 1676. Un clocher-porche massif est relié en 1816 au reste de l'édifice par un corps de bâtiment intégré à la nef en 1973. Classé monument historique en 1900.
École (1833-1838) (rue du Vieux-Collège) avec double entrée, pour filles et garçons, par l'architecte lausannois Henri Perregaux.

## Transports
Penthaz fait partie de la communauté tarifaire vaudoise Mobilis. Le bus CarPostal reliant Cossonay-Gare à Cheseaux-sur-Lausanne s'arrête dans la commune. Elle est également desservie par les bus sur appel Publicar, qui sont aussi un service de CarPostal.

## Personnalités de Penthaz
- Vincent Perez (1964-), acteur
- Madeleine Robinson (1917-2004), actrice

## Vie locale
La commune de Penthaz compte plusieurs associations, parmi lesquels un chœur mixte, une Jeunesse, ainsi que des clubs de pétanque, football, tir sportif, unihockey et gymnastique.

## Quartiers
- Rio
- La Léchire
- La Roujarde
- Derrière les Bois
- Le Raccard
- En Fleuret
- La Douche
- La Rippe
- Les Pierrailles
- La Boquette
- Au Chésalet
- Montillier
- La Gravière

## Voir Aussi
- Île de Penthaz